# 빛의 물리학
《빛의 물리학》은 EBS 교육방송의 6부작 다큐멘터리 텔레비전 프로그램이다. 《EBS 다큐프라임》을 통해 2013년 9월 23일 밤 9시 50분을 시작으로 2주에 걸쳐 방영하였다. 빛을 중심으로 상대성 이론과 양자 역학을 설명한다. 과학자 갈릴레오, 뉴턴, 맥스웰, 아인슈타인, 보어, 하이젠베르크의 일화에 더불어 상대성 이론과 양자 역학에 관한 내용 소개가 프로그램의 주를 이룬다. CERN, 보어연구소, 뉴턴 생가, 베른의 특허청 등 물리학사에서 중요한 공간을 화면에 담았다. 2년에 걸친 제작 기간 중 12개국에서 물리학사의 중요한 순간들을 재연했다는 평을 받았다. 서울대학교 과학사 및 과학철학협동과정의 홍성욱 교수가 프로그램의 자문을 맡았다.

## 방송 일시
| 방송일시                        | 제목                            |
| ------------------------------- | ------------------------------- |
| 2013년 9월 23일(월) 밤 9시 50분 | 1부. 빛과 시간, 특수상대성 이론 |
| 2013년 9월 24일(화) 밤 9시 50분 | 2부. 빛과 공간, 일반상대성 이론 |
| 2013년 9월 25일(수) 밤 9시 50분 | 3부. 빛의 추적자                |
| 2013년 9월 30일(월) 밤 9시 50분 | 4부. 빛과 원자                  |
| 2013년 10월 1일(화) 밤 9시 50분 | 5부. 빛과 양자                  |
| 2013년 10월 2일(수) 밤 9시 50분 | 6부. 빛과 끈                    |

## 수상 이력
- 2014 방송통신위원회 방송대상 창의발전 부문 우수상

## 단행본
- EBS 다큐프라임 빛의 물리학 제작팀, 《빛의 물리학》, 해나무, 2014년 5월 20일. (ISBN 9788956057439)